# ILiad

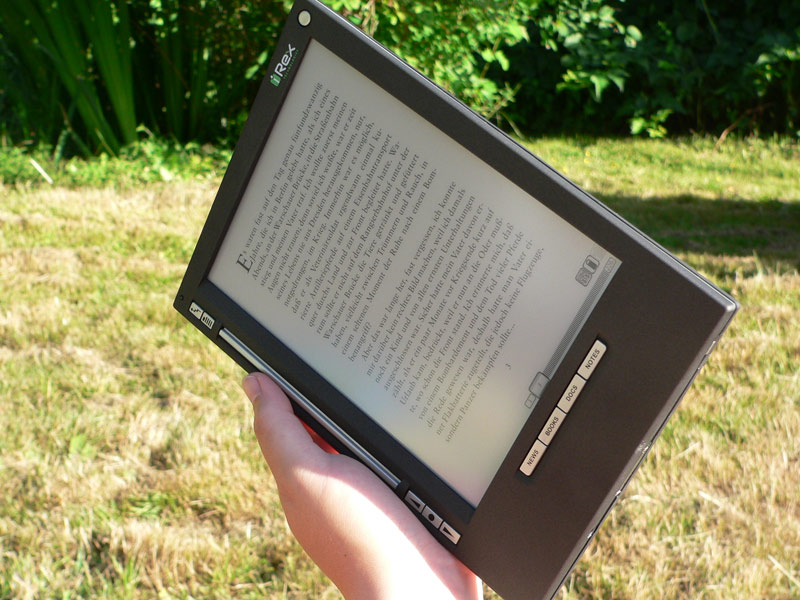
Een iLiad

De iLiad van het Nederlandse bedrijf iRex Technologies was een e-book-lezer of e-reader gebaseerd op e-ink (elektronische inkt). De iLiad kon naast e-books ook geactualiseerde elektronische documenten (zoals de krant als ePaper) weergeven via de iRex Delivery Service (IDS).

## Geschiedenis
De iLiad werd gedistribueerd door iRex Technologies, een spin-off van Philips. Na een faillissement in juni 2010 maakte het een doorstart onder de naam IRX Innovations. Dit bedrijf ging op 28 oktober 2014 failliet.

## Specificaties
De voornaamste specificaties van de iLiad zijn:
- een scherm met een diagonaal van 20,6 cm, gebaseerd op e-ink-technologie
- een schermresolutie van 1024×768 pixels (160dpi)
- 16 grijstinten
- een USB-aansluiting
- een CompactFlash-slot voor geheugenkaarten
- een MultiMediaCard-slot voor MMC-geheugenkaarten
- een 3,5mm-stereoaansluiting voor een koptelefoon
- draadloos LAN via wifi-802.11g
- 10/100MB LAN
- gewicht 390 gram (V2= 450 gram)
- 400MHz-Intel XScale-processor
- 64MB RAM
- 224MB intern flashgeheugen

De afmetingen van de iLiad (breedte × hoogte × diepte) zijn 155 mm × 216 mm × 16 mm (ongeveer vergelijkbaar met A5-formaat). Het scherm is aanraakgevoelig, zodat met een meegeleverde stylus aantekeningen kunnen worden gemaakt.
Als invoer accepteert de Iliad gangbare bestandsformaten zoals PDF en XHTML. Bij twee uur lezen per dag gaat de ingebouwde accu ongeveer een week mee. De iLiad heeft geen voorzieningen voor Digital Rights Management (DRM).
- de V2-versie kan eBooks weergeven in Mobypocketformat (PRC/Mobi) (inclusief DRM).
- PRC-format kan vanuit PDF, Word of HTML worden overgezet door de Mobipocket eBook Creator.
- Het sinds 2009 door de Nederlandse uitgeverswereld omarmde EPUB-format is ongeschikt voor de Iliad. EPUB-bestanden zonder DRM kunnen worden geconverteerd met behulp van het E-Book-management programma Calibre.

## Verbinding met de iRex Delivery Service
Softwareupdates voor de iLiad werden geleverd via de zogenaamde 'iRex Delivery Service' (iDS). Ook sommige content-leveranciers maakten gebruik van deze dienst. Om deze bestanden op te halen moest een internetverbinding met de iDS gemaakt worden. De iLiad moest daarvoor eerst via de MyiRex-pagina op de site van iRex Technologies met het MAC-adres worden geregistreerd. Dat is sinds 2010 niet meer mogelijk.
De vereiste internetverbinding komt alleen tot stand indien de iLiad via ethernet of wifi direct met een router verbonden is. Het is niet mogelijk om de iLiad via een computer, mobiele telefoon of pda met internet te verbinden, omdat zogenaamde ad-hocnetwerken niet worden ondersteund.
De iLiad ondersteunt evenmin verbindingen via hotspots (in stations, hotels, restaurants etc.) waar men voor moet inloggen, omdat deze toepassingen een browser vereisen om een login en wachtwoord in te geven. Een toepassing die dit kan nabootsen wordt niet door iRex Technologies geleverd.
Met bedrijfsnetwerken is doorgaans ook geen verbinding met de iDS mogelijk, omdat beveiligingsprotocollen als 802.1X niet ondersteund worden op de iLiad.

## Extra mogelijkheden
Na het inloggen bij iRex (myIrex) kunnen iLiadbezitters de 'shell acces package' downloaden. Hierna hebben zij de mogelijkheid op hun iLiad een webbrowser te installeren, of een mp3-speler.